# Kontinente
kontinente ist eine Zeitschrift, die von 12 weltweit tätigen katholischen Ordensgemeinschaften, dem Internationalen Katholischen Missionswerk missio e.V. in Aachen sowie missio Niederlande herausgegeben wird. Die Zeitschrift erschien bis 2023 zweimonatlich, seit Mitte 2024 erscheint sie vierteljährlich. Auflagenschwerpunkt ist der deutschsprachige Raum. Das Magazin wurde 1966 in Essen gegründet. Heute zählt es mit einer Auflage von rund 100.000 Exemplaren nach eigenen Angaben zu den auflagenstärksten konfessionellen Zeitschriften.
Das Magazin wird von der kontinente Missionsverlag GmbH in Aachen verlegt. Sitz der Redaktion ist Aachen.

## Inhalt und Auflage
kontinente berichtet über das Leben und Engagement der katholischen Kirche und von Christinnen und Christen weltweit, deren Kulturen und Lebenswelten. kontinente informiert über die Arbeit von Missionarinnen und Missionaren, die karitative, aufklärerisch-politische und seelsorgerische Arbeit vor Ort leisten. Das ganze Spektrum weltkirchlicher und missionarischer Arbeit spiegelt sich in den Beiträgen wider, zum Beispiel: Verkündigung, Seelsorge, Aufbauarbeit, medizinische Fürsorge, Bildung, Einsatz für Menschenrechte, Integrationsarbeit und Bewusstseinsbildung für globale Zusammenhänge.
„kontinente. Das missio-Magazin“ ist das Förderermagazin des Internationalen Katholischen Missionswerks missio e.V. in Aachen. Zusätzlich zu den gemeinsamen Seiten mit „kontinente. Das Ordensmagazin“ liefert es spezifische Informationen über die Arbeit und weltweiten Projekte von missio e.V. in Aachen. „kontinente. Das Ordensmagazin“ bringt zusätzlich Berichte zu dem weltkirchlichen Engagement der herausgebenden missionarischen Ordensgemeinschaften. Einige Herausgeber gestalten darüber hinaus individuelle ordensbezogene Seiten. Die niederländische Ausgabe erscheint unter dem Titel „kerk wereldwijd“.

## Geschichte
Das Magazin kontinente ging 2006 aus dem Zusammenschluss der missio-Mitgliederzeitschrift missio aktuell (Aachen/München) und dem Ordens- und Missionsmagazins kontinente (Köln), das damals von 25 katholischen Ordensgemeinschaften herausgegeben wurde, hervor.

### kontinente
Als Ordens- und Missionsmagazin erschien kontinente erstmals 1966. Nach dem II. Vatikanischen Konzil hatten sich zunächst 13 Orden aus dem deutschsprachigen Europa zur Herausgabe einer gemeinsamen Zeitschrift entschlossen. 1968 beteiligten sich bereits mehr als 20 Orden. Ihr Ziel war es, der an den Themen Mission und Eine Welt interessierten Leserschaft eine fachlich versierte Berichterstattung zu bieten. Einige Orden brachten dafür traditionsreiche Vorgänger-Zeitschriften in kontinente ein. Das kontinente-Prinzip sah vor, dass neben dem gemeinsamen Hauptteil des Magazins jedem Herausgeber eigene Seiten zur Verfügung gestellt wurden, wodurch kontinente Organ jedes einzelnen Ordens war.
Die Redaktion von kontinente, die ihren Sitz zunächst in Essen und später in Köln hatte, bestand viele Jahre aus einem Team von Ordensleuten, dem in unterschiedlicher Zusammensetzung die Spiritanerpatres Klaus-Elmar Piller und Johannes Henschel, die Afrikamissionare Horst Hohmann, Georg Völlinger und Gerhard Knühl, der Kapuziner Amandus Hasselbach, der Comboni-Missionar Udo Baumüller, der Mariannhiller Pater Joseph Hopfgartner sowie der Herz-Jesu-Missionar Franz Haböck angehörten. 1982 wurde mit Harald Schmautz erstmals ein Nicht-Ordensmann Redakteur. Mit Ludwig Ring-Eifel, später Chefredakteur der Katholischen Nachrichten-Agentur, wurde 1992 der erste Chefredakteur ernannt. Ihm folgte 1995 Franz Jussen.

### Missio aktuell
Aus der Zusammenlegung von drei Zeitschriften (Christi Reich und Weltmission Aachen und München) des Päpstlichen Werkes der Glaubensverbreitung in Aachen und München entstand 1969 die farbige Illustrierte Mission aktuell, zu deren Chefredakteuren Hansjosef Theyssen gehörte. Als Mitgliederzeitschrift des heutigen Hilfswerks missio e. V. in Aachen, war sie inhaltlich dem Bildungsauftrag des Internationalen Katholischen Missionswerkes und dem neuen Missionsverständnis seit dem II. Vatikanischen Konzil verpflichtet. Sie sollte außerdem dazu beizutragen, die Freunde und Förderer von missio zu motivieren, die Projektarbeit in den Partnerländern des Südens ideell und finanziell zu unterstützen.
Publizistisch beschritt das Blatt den Weg einer illustrierten Publikumszeitschrift, die mit exklusiven Fotoreportagen, Nachrichten und Hintergrundberichten aus Afrika, Asien und Ozeanien über weltkirchliche Entwicklungen informierte. Gleichzeitig schlug das Magazin mit Themen wie Dialog der Religionen und Kulturen, Menschenrechte und Migration auch immer eine Brücke in die eigene gesellschaftliche Wirklichkeit. 1990 wurde der Titel in missio aktuell geändert, um die Verbundenheit mit dem Missionswerk missio deutlicher zum Ausdruck zu bringen.

### Fusion
Die Herausgeber beider Magazine und der seinerzeitige Chefredakteur beider Magazine, Franz Jussen, mit seinen Redaktionsteams in Aachen und Köln bereiteten ab 2003 die Fusion von missio aktuell und kontinente vor. Den entscheidenden Anstoß zur Zusammenlegung hatte missio-Präsident und Franziskanerpater Hermann Schalück gegeben. Im Zuge der Fusionsverhandlungen mit dem Ordensmagazin kontinente löste sich missio München aus der gemeinsamen Herausgeberschaft des Mitgliedermagazins und gründete eine eigene Zeitschrift. Auf Basis eines 2005 verabschiedeten Vertrags konnte mit der ersten Ausgabe 2006 die Fusion der Zeitschriften unter dem Titel kontinente verwirklicht werden. Redaktionssitz wurde Aachen, Sitz des kontinente-Missionsverlags blieb bis 2024 Köln.
Die Internetseite der Zeitschrift bringt zusätzliche Beiträge und Nachrichten der kontinente-Herausgeber aus den verschiedenen Ausgaben der Zeitschrift.

### Zeitschriftenfamilie
Anfang 2007 erschien die erste internationale Ausgabe von kontinente unter dem Titel missio wereldwijd. Die von Missio Nederland herausgegebene Zeitschrift erreicht im Verbreitungsgebiet Niederlande eine Auflage von rund 1400 Exemplaren. Seit 2013 erscheint die Zeitschrift unter dem Titel kerk wereldwijd.

## Chefredakteure
Chefredakteure kontinente (seit der Fusion 2006):
- bis Oktober 2006: Franz Jussen
- Oktober 2006 – Juni 2012: Hildegard Mathies
- Juli 2012 – März 2019: Jobst Rüthers
- seit April 2019: Beatrix Gramlich

Chefredakteure kontinente (bis zur Fusion mit missio aktuell 2006):
- 1995–2003: Franz Jussen
- 1992–1995: Ludwig Ring-Eifel

Chefredakteure missio aktuell (bis zur Fusion mit kontinente 2006):
- 2003–2006: Franz Jussen
- 1991–2003: Toni Goertz
- 1989–1991: Ingelore Haepp
- 1975–1989: Hansjosef Theyßen
- 1969–1975: Kurt Vaessen

## Auszeichnungen
(für die fusionierte Zeitschrift, ab 2006):
- Best of Corporate Publishing Award in Silber 2007
- Best of Corporate Publishing Award in Silber 2008
- Best of Corporate Publishing Award in Silber 2011
- Katholischer Medienpreis 2008, Lobende Erwähnung der Reportage „Der Fluch der grünen Droge“ von Beatrix Gramlich
- Medienpreis der Kindernothilfe, Kategorie Foto, für Hartmut Schwarzbach 2007
- Medienpreis der Kindernothilfe, Kategorie Foto, für G.M.B. Akash 2008
- International Award for Excellence in Journalism 2010 der katholischen Weltunion der Presse (UCIP) für die Reportage „Blind Date in Guantánamo“ von Franz Jussen
- Medienpreis der Kindernothilfe, Kategorie Foto, für Christoph Gödan, 2010
- Shortlist des Henri-Nannen-Preises, Kategorie Foto-Reportage, für Christoph Gödan, 2010
- Best of Corporate Publishing Award in Silber 2011